# Mesiotelus kulczynskii
Espèce
Mesiotelus kulczynskii est une espèce d'araignées aranéomorphes de la famille des Liocranidae.

## Distribution
Cette espèce se rencontre en Ouzbékistan, au Kazakhstan et au Kirghizistan.

## Description
La carapace de la femelle décrite par Charitonov en 1969 mesure 2,1 mm de long sur 1,8 mm et l'abdomen 2,8 mm de long sur 1,7 mm.

## Systématique et taxinomie
Cette espèce a été décrite par Charitonov en 1946.

## Étymologie
Cette espèce est nommée en l'honneur de Władysław Kulczyński.

## Publication originale
- Charitonov, 1946 : « New forms of spiders of the USSR. » Izvestija Estedvenno-Nauchnogo Instituta pri Molotovskom Gosudarstvennom Universitete imeni M. Gor'kogo, vol. 12, p. 19-32.